# Chiesa di Santa Gemma Galgani (Roma, Monte Sacro)
La chiesa di Santa Gemma Galgani è una chiesa di Roma, nel quartiere Monte Sacro, in via Monte Meta.

## Storia
È stata costruita nel XX secolo ed inaugurata dal cardinale Ugo Poletti il 19 giugno 1988. Il 30 gennaio 1994 è stata visitata dal papa Giovanni Paolo II.
La chiesa è sede parrocchiale, eretta il 10 settembre 1975 con il decreto del cardinale vicario Ugo Poletti Paterna sollicitudine.
Dal 23 settembre 2023 è sede del titolo cardinalizio omonimo.

## Descrizione
Esternamente l'edificio si presenta come un basso edificio, composto da un insieme sovrapposto di parallelepipedi e cilindri in cemento. Sulla facciata compare la scritta dedicatoria: D.O.M. in hon. S. Gemmae Galgani A.D. MCMLXXXVIII. Particolare è il campanile, struttura in cemento armato con tre campane sovrapposte, inserito su un lato dell'edificio (che dà su viale Adriatico), con due mosaici ed una statua della santa titolare che lo completano.
L'interno a pianta centrale presenta, oltre all'immagine della santa titolare, due trittici, uno raffigurante l'Ascensione di Gesù, e l'altro la sua Nascita, battesimo e risurrezione.